# Yuka Sakazaki
Yuka Sakazaki (坂崎 ユカ, Sakazaki Yuka, nascida em 27 de dezembro de 1992) é uma lutadora profissional japonesa. Ela trabalha atualmente para a All Elite Wrestling (AEW). Ela é conhecida por seu tempo na Tokyo Joshi Pro Wrestling, onde conquistou três vezes o Princess of Princess Championship e é detentora do recorde de mais reinados com o Princess Tag Team Championship, com quatro.

## Início de vida
Ela frequentou uma escola de treinamento com aspirações para a comédia. Mais tarde, ela trocou para a luta livre.

## Carreira na luta livre profissional

### Tokyo Joshi Pro-Wrestling (2013–2023)

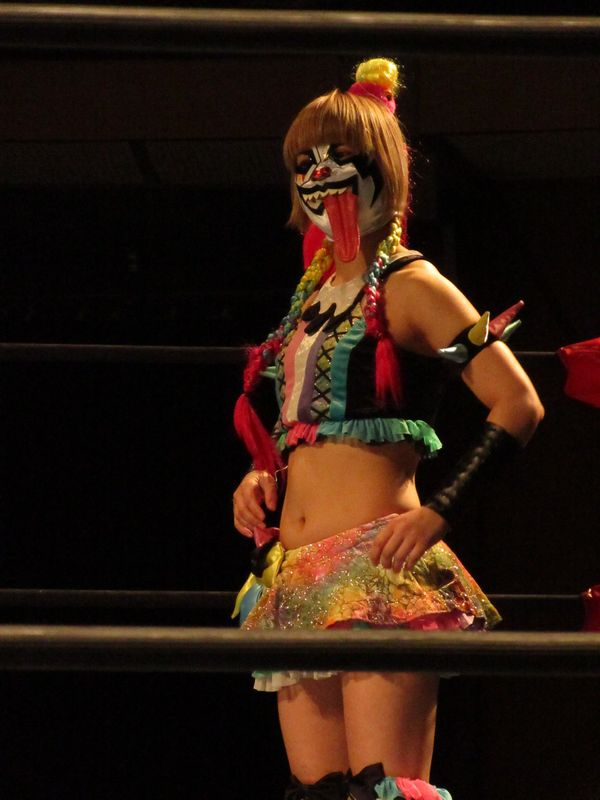
Sakazaki como Mil Clown em outubro de 2016.

Sakazaki fez sua estreia no wrestling profissional pela Tokyo Joshi Pro-Wrestling (TJPW), vencendo uma luta de duplas em 1º de dezembro de 2013.
No verão de 2014, Sakazaki participou da primeira edição do Tokyo Princess Cup, derrotando Kanna na primeira rodada antes de perder para a eventual campeã Nonoko nas semifinais.
Em 4 de junho de 2017, Sakazaki derrotou Yuu para conquistar o Tokyo Princess of Princess Championship pela primeira vez. Em 26 de agosto, no evento Brand New Wrestling ~ The Beginning Of A New Era, Sakazaki perdeu o título em sua primeira defesa contra Reika Saiki, encerrando seu reinado após 83 dias. Ao longo de setembro e outubro, Sakazaki e sua parceira de duplas, Shoko Nakajima, participaram de um torneio para coroar as primeiras vencedoras do Tokyo Princess Tag Team Championship. As duas venceram as lutas da primeira rodada e das semifinais, e eventualmente derrotaram Maho Kurone e Rika Tatsumi na final para conquistar o título de duplas. Em 3 de fevereiro de 2018, Sakazaki e Nakajima perderam o títulos de duplas para o Neo Biishiki-gun (Azusa Christie e Sakisama). Mais tarde naquele ano, Sakazaki novamente competiu no Tokyo Princess Cup, vencendo suas três primeiras lutas antes de perder para Yuu na final. Em 4 de agosto, Sakazaki fez equipe com Mizuki (sob o nome Magical Sugar Rabbits) no torneio de um dia Yeah! Metcha Tag Tournament, que elas venceram ao derrotar Hyper Misao e Nakajima, com quem Sakazaki havia conquistado o Tokyo Princess Tag Team Championship. Três semanas depois, Sakazaki e Mizuki derrotaram Maki Itoh e Reika Saiki para conquistar o título de duplas que estavam vagos, marcando o segundo reinado de Sakazaki como campeã. As duas mantiveram o título por dez meses até serem derrotadas pelo Neo Biishiki-gun.
Em 3 de novembro de 2019, no Ultimate Party da DDT Pro-Wrestling, Sakazaki derrotou Shoko Nakajima para conquistar seu segundo Tokyo Princess of Princess Championship. Em 4 de janeiro de 2021, no Tokyo Joshi Pro '21, Sakazaki perdeu o título para Rika Tatsumi, encerrando seu segundo reinado após 428 dias. Em 9 de outubro, no Wrestle Princess II, Sakazaki e Mizuki derrotaram o Neo Biishiki-gun para conquistar o Princess Tag Team Championship pela segunda vez. No CyberFight Festival 2022, em 12 de junho, Sakazaki lutou contra Nakajima pelo Princess of Princess Championship, mas perdeu. Em 9 de julho, no Summer Sun Princess, as Magical Sugar Rabbits perderam o título de duplas para Reiwa Ban AA Cannon (Saki Akai e Yuki Arai), encerrando seu segundo reinado após 273 dias. Em 14 de agosto, Sakazaki derrotou Miu Watanabe para conquistar o Tokyo Princess Cup pela primeira vez. Em 9 de outubro, no Wrestle Princess III, Sakazaki derrotou Nakajima para recuperar o Princess of Princess Championship pela terceira vez. Em 18 de março de 2023, no Grand Princess '23, Sakazaki perdeu o título para Mizuki, encerrando seu terceiro reinado após 160 dias. Treze dias depois, no TJPW Live In Los Angeles, as Magical Sugar Rabbits derrotaram 121000000 (Maki Itoh e Miyu Yamashita) para conquistar o Princess Tag Team Championship pela terceira vez, dando a Sakazaki um quarto reinado recorde com o título. Em 8 de maio, a TJPW anunciou que Sakazaki iria se graduar da promoção, com seu show final marcado para 1º de dezembro, e que ela estaria indo para os Estados Unidos no ano seguinte. Em 9 de junho, Sakazaki deixou o título de duplas vago após ser diagnosticada com uma lesão no pescoço.

### All Elite Wrestling (2019–presente)
Em 2019, a All Elite Wrestling (AEW) anunciou que Sakazaki lutaria no Double or Nothing, competindo em uma luta de trios. Ela participou de uma luta triple threat no Fyter Fest em 29 de junho, perdendo para Riho, após a última fazer o pin em Nyla Rose. Em 5 de fevereiro de 2020, Sakazaki fez sua estreia no Dynamite, derrotando Britt Baker, sendo atacada por ela após a luta. Após isso, ela deixou de aparecer para a promoção devido às restrições de viagem durante a pandemia de COVID-19.

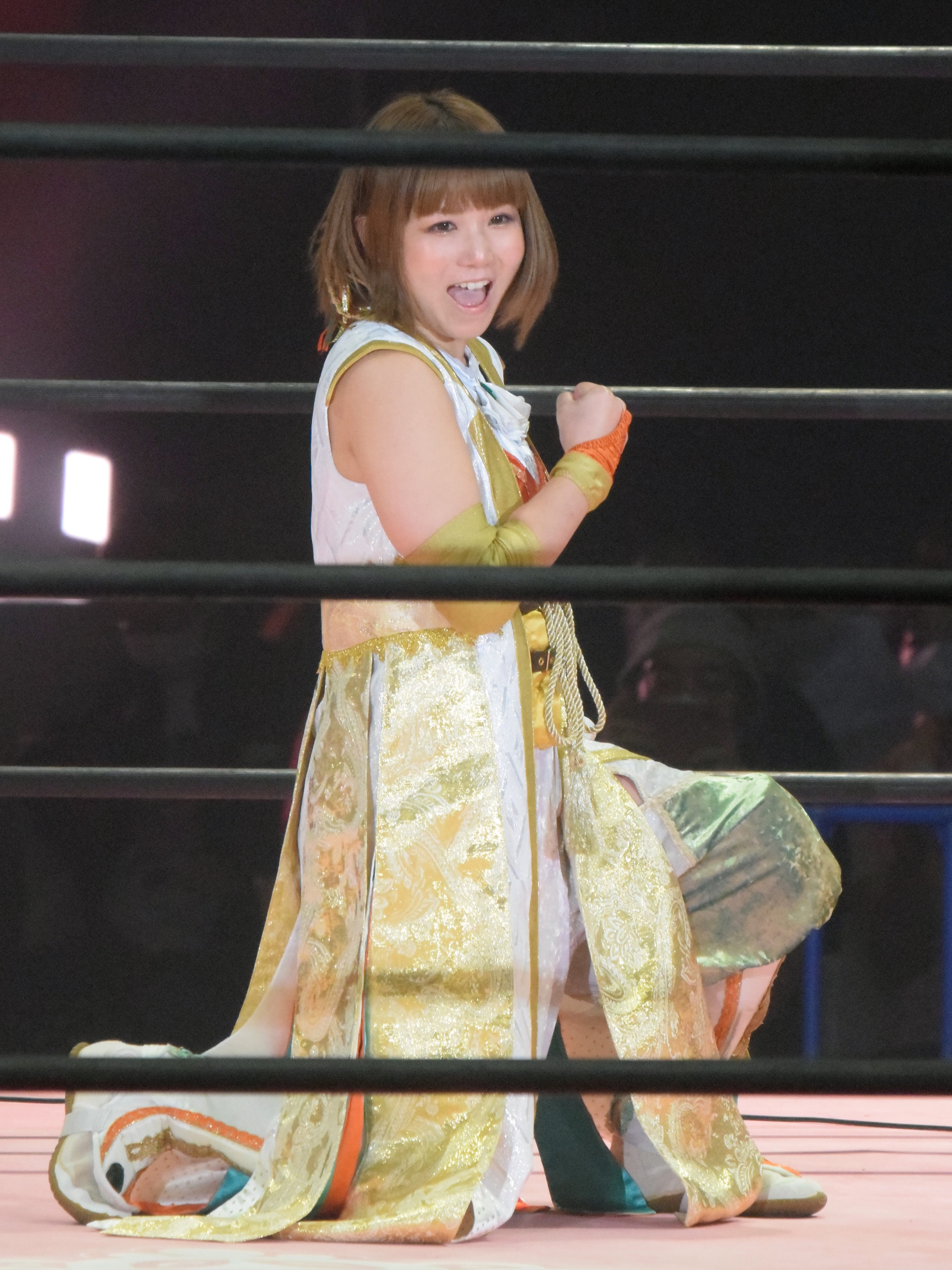
Sakazaki em outubro de 2021.

Em 15 de fevereiro de 2021, Sakazaki fez seu retorno à AEW para participar do Torneio Eliminatório pelo Campeonato Mundial Feminino da AEW. Na primeira rodada da chave japonesa, Sakazaki foi vitoriosa contra Mei Suruga. Ela derrotou Emi Sakura nas semifinais da chave japonesa em 22 de fevereiro para avançar para a próxima rodada, onde perdeu para Ryo Mizunami em uma edição especial do B/R Live, dedicada exclusivamente ao público feminino, em 28 de fevereiro. Em 12 de julho, Sakazaki voltou a competir nos shows da AEW, aparecendo no Dark: Elevation, onde derrotou KiLynn King. Em 14 de julho, na edição especial do Dynamite intitulada Fyter Fest, foi a primeira vez em 16 meses que Sakazaki apareceu no Dynamite, onde ela enfrentou Penelope Ford e novamente foi vitoriosa. Em 6 de maio de 2022, Sakazaki retornou à AEW competindo no Rampage ao participar da Owen Hart Cup, onde enfrentou Riho e perdeu.
Em 6 de abril de 2024, Sakazaki retornou à AEW derrotando Trish Adora no Collision. Após a luta, ela foi confrontada por Serena Deeb na rampa de entrada. Duas semanas depois, no Rampage, a primeira vez em 23 meses que Sakazaki apareceu no Rampage, ela derrotou Emi Sakura. Durante a luta, Sakazaki sofreu uma lesão na perna após cair para fora do ringue ao tentar um movimento do topo. Ela fez seu retorno no episódio de 14 de setembro do Collision, derrotando Deeb e entrando em confronto com a campeã mundial feminina da AEW, "The Glamour" Mariah May, depois da luta. No Dynamite seguinte, Sakazaki se uniu a Queen Aminata e derrotaram Deeb e May por desqualificação, após ser golpeada na cabeça pelo cinturão de campeã mundial feminino de May. Em 25 de setembro, no Dynamite: Grand Slam, ela não conseguiu derrotar May pelo título.
Em 25 de janeiro de 2025, no Collision: Homecoming, Sakazaki venceu uma luta four-way envolvendo Queen Aminata, Serena Deeb e Deonna Purrazzo (em quem ela fez o pinfall), tornando-se a desafiante número um pelo Campeonato TBS da AEW de Mercedes Moné.

## Vida pessoal
No meio do seu anúncio de graduação da TJPW, ela anunciou que se mudaria permanentemente para os Estados Unidos em 2024 para seguir com seu trabalho.

## Títulos e prêmios
- Pro Wrestling Illustrated
  - PWI a colocou na #59ª posição das 150 melhores lutadoras individuais no PWI Women's 150 em 2021[38]
- Tokyo Joshi Pro Wrestling
  - Princess of Princess Championship (3 vezes)[a][39]
  - Princess Tag Team Championship (4 vezes)[b] – com Shoko Nakajima (1)[40] e Mizuki (3)[41]
  - Tokyo Princess Cup (2022)[14]
  - Torneio pelo Tokyo Princess Tag Team Championship (2017) – com Shoko Nakajima[40]